# Peggy Ashcroft
Edith Margaret Emily Ashcroft, DBE (n. 22 decembrie 1907 – d. 14 iunie 1991), cunoscută sub numele de Peggy Ashcroft, a fost o actriță engleză cu o carieră de peste șaizeci de ani.
A câștigat un premiu Oscar pentru cea mai bună actriță.

## Legături externe
- en Peggy Ashcroft la Internet Broadway Database
- Peggy Ashcroft la Internet Movie Database
- Peggy Ashcroft  la Screenonline (British Film Institute)